# Peter Jungen
Peter Jungen (sinh ngày 21 tháng 8 năm 1939 tại Montabaur) là một doanh nhân và chính trị gia kinh tế người Đức. Ông là Chủ tịch của Liên minh châu Âu của các doanh nghiệp nhỏ và trung (SME UNION)..

## Cuộc đời và sự nghiệp
Jungen lớn lên ở Aachen. Sau khi tốt nghiệp bằng cử nhân kinh tế vào năm 1965 với điểm rất tốt tại Đại học Köln và một năm trao đổi tại Đại học bang Cleveland, ông đã tập trung vào kinh doanh. Kể từ năm 1984 ông thuộc Ban chấp hành tập đoàn Otto Wolff, nơi ông bắt đầu làm trợ lý cá nhân cho nhà công nghiệp Otto Wolff von Amerongen vào năm 1966. Năm 1987, ông là Tổng giám đốc điều hành của Strabag AG Đức ở Köln.